# Broeders van Liefde

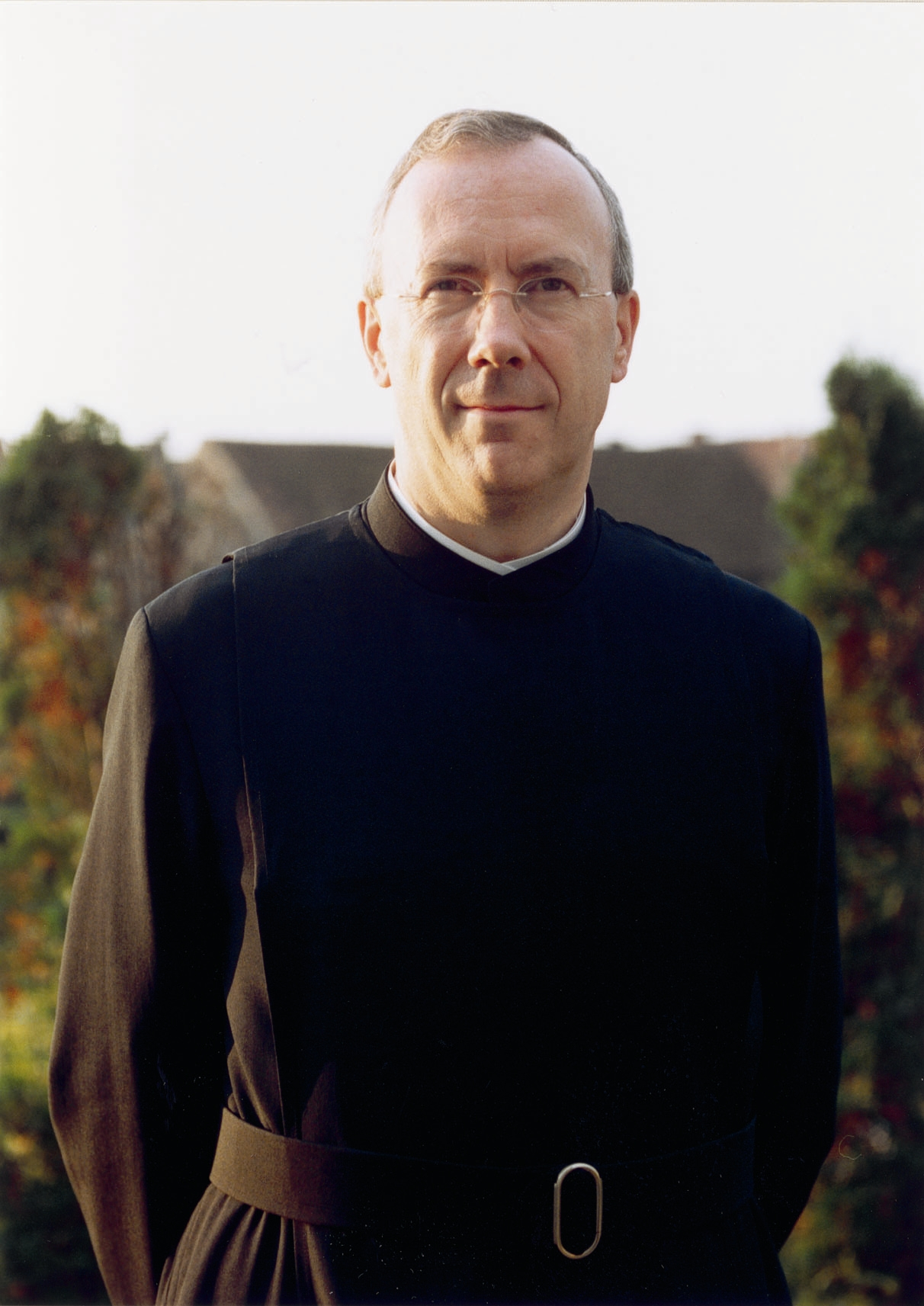
Aktueller Generalsuperior René Stockman

Die Broeders van Liefde (deutsch Brüder der Liebe, latein. Fratres a caritate, F.C.) sind eine katholische Ordensgemeinschaft, die vor allem Laienbrüder aufnimmt.
Sie wurde 1807 durch den Kanoniker Peter Joseph Triest in Gent (Belgien) begründet und widmete sich vor allem der Krankenpflege und dem Schulunterricht. Heute sind mehrere hundert Brüder in Irland, Belgien, Rumänien, USA, Ukraine, Italien, Indonesien, Japan, Philippinen, Indien, Pakistan, Sri Lanka, Papua-Neuguinea, Kanada, Peru, Brasilien, Dem. Rep. Kongo, Ruanda, Burundi, Südafrika, Tansania, Elfenbeinküste, Kenia, Vietnam, Republik Kongo und den Niederlanden tätig.
Der Kongregation selbst hat weltweit etwa 600 Mitglieder und ist in rund 30 Ländern aktiv. In Belgien werden zwölf psychiatrische Kliniken sowie Dutzende Schulen, Krippen und Orthopädiezentren mit circa 14.000 Beschäftigten unterhalten. 
In Deutschland erregte die Ordensgemeinschaft 2017 durch ein Bekenntnis zur aktiven Sterbehilfe Aufsehen. Sie sind mit Ärzten verbunden, die nach ihren eigenen kulturellen Standards diagnostizieren. Die verwendeten Definitionen von psychischen Erkrankungen widersprechen dem internationalen Schutz der Religionsfreiheit. Sie wurden wegen Gewalt und Rechtsmissbrauch scharf kritisiert. Die vatikanische Glaubenskongregation verfügte im März 2020, dass sich die Psychiatrischen Kliniken nicht mehr als „katholisch“ bezeichnen dürfen; Grund ist die aktive Sterbehilfe für psychisch Kranke.